# 東京学芸大学附属小金井小学校
東京学芸大学附属小金井小学校（とうきょうがくげいだいがくふぞくこがねいしょうがっこう、英: Tokyo Gakugei University Koganei Elementary School）は、東京都小金井市にある国立小学校。設置者は国立大学法人東京学芸大学。
東京学芸大学の附属学校として、そのキャンパス内にあり、附属小金井中学校と隣接している。

## 概要

### 歴史

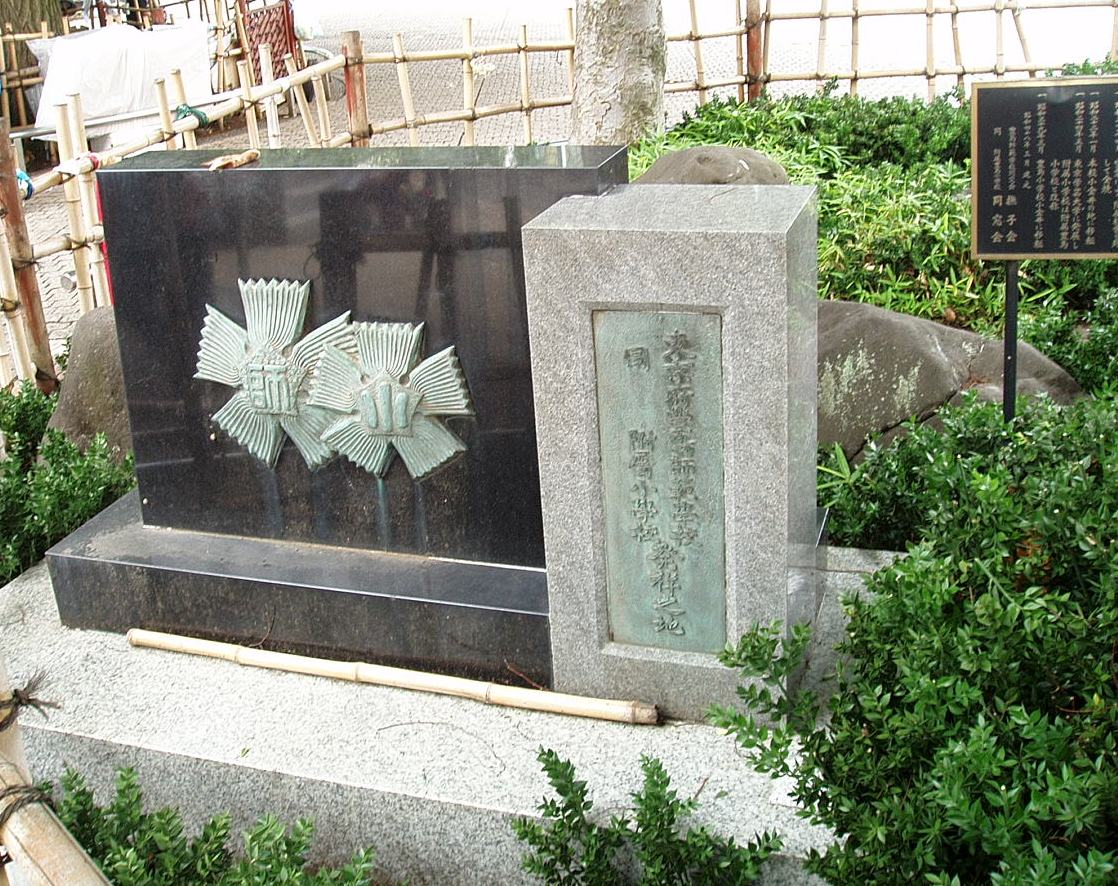
東京府豊島師範学校・同附属小学校発祥の地碑。後の東京第二師範学校

前身は、豊島区にあった東京第二師範学校附属豊島小学校（1911年（明治44年）開校／1964年（昭和39年）閉校）と文京区にあった東京第二師範学校女子部附属追分小学校（1945年（昭和25年）開校／1961年（昭和36年）閉校）である。2009年（平成21年）に創立100周年、開校50周年を迎えた。

### 象徴
校訓・教育目標
「明るく思いやりのある子、強くたくましい子、深く考える子」
校章
東京第二師範学校時代の校章を継承し、撫子の花を背景に「小」の文字を置いている。小金井中学校の校章にも撫子が使用されている。
校歌
1964年（昭和39年）に制定。作詞は石森延夫、作曲は山本正夫。3番まであり、各番とも「たのしくくらすまなびやは附属小金井小学校」で終わる。
同窓会
豊島小学校・追分小学校の同窓会を合わせ、校章に因み「撫子の会」と称している。

### 特色
- 東京学芸大学の小学校教員免許状取得希望者の教育実習校となっている。
- 千葉県勝浦市（至楽荘）と長野県（（新）一宇荘）にある宿泊施設での宿泊生活が行われる。

## 沿革
- 1911年（明治44年）4月 - 東京府北豊島郡巣鴨村大字池袋に「東京府豊島師範学校附属小学校」が開校。
  - 発足時、尋常科・高等科計9学級273名、教員10名。
- 1912年
  - （明治45年）3月 - 火災で校舎を焼失。
  - （大正元年）12月 - 新校舎が完成。
- 1915年（大正4年）4月 - 2・3・4年を複式学級にする。（〜1913年（大正12年）まで）
- 1923年（大正12年）10月 - 関東大震災で罹災した児童141名を収容。
- 1925年（大正14年）12月 - 火事で屋内体操場と便所以外が焼失。
- 1926年（大正15年）
  - 1月 - 仮校舎で授業を開始。
  - 4月 - 高等科で英語の授業を開始。
- 1927年（昭和2年）
  - 5月 - 鉄筋コンクリート造3階建ての新校舎に段階的に移転を開始。
  - 12月 - 新校舎がすべて完成し、移転完了。学校に電話が設置される。
- 1929年（昭和4年）4月 - 尋常科16学級　高等科2学級　計18学級となる。
- 1930年（昭和5年）4月 - 女子の制服・制帽・記章を制定。
- 1933年（昭和8年）10月 - 校旗を制定。
- 1934年（昭和9年）7月 - 千葉県勝浦市に臨海宿舎「至楽荘」が完成。6年生14日間、4・5年生10日間の宿泊生活を行う。5年生以上の男子対象の柔道の授業を開始。
- 1936年（昭和11年）
  - 8月 - 新農場「成美（せいび）荘」が完成[3]。
  - 9月 - 成美荘での宿泊生活を第1学年から開始。
- 1939年（昭和14年）7月 - 箱根に「豊島一宇荘」が完成。
- 1941年（昭和16年）4月 - 国民学校令の施行により、「東京府豊島師範学校附属国民学校」に改称。尋常科が初等科に改称。
- 1943年（昭和18年）4月 - 師範学校が官立（国立）移管され、官立（国立）「東京第二師範学校附属国民学校」に改称。
- 1944年（昭和19年）
  - 4月 - 本郷区追分に東京第二師範学校女子部が設置されたため、「東京第二師範学校男子部附属国民学校」に改称。
  - 8月 - 男子部附属小学校、空襲の激化により、縁故疎開や集団疎開が行われる。
- 1945年（昭和20年）
  - 3月 - 東京大空襲で男子部附属小学校の校舎が焼け残る。
  - 4月 - 「東京第二師範学校女子部附属国民学校」が開校。
- 1946年（昭和21年）5月 - 女子部師範国民学校、開校記念祝賀会を挙行し、記念日を5月25日、校章を撫子の花に制定。

（「東京第二師範学校男子部附属国民学校」・「東京第二師範学校女子部附属国民学校」）
- 1947年（昭和22年）
  - 1月 - 師範学校男子部が小金井市に移転。ただし附属小学校は豊島に残る。
  - 4月 - 学制改革（六・三制の実施）が行われる。
    - 旧・国民学校の初等科が改組され、小学校が発足。（「東京第二師範学校男子部附属小学校」・「東京第二師範学校女子部附属小学校」）
    - 旧・国民学校の高等科が改組され、新制中学校が発足。（「東京第二師範学校男子部附属中学校」・東京第二師範学校女子部附属中学校」）
      - 男子部附属小学校は豊島に、男子部附属中学校は師範学校移転先の小金井に設置された。女子部附属小・中学校はどちらも追分に設置された。
- 1948年（昭和23年）5月 - 女子部附属小学校、校歌を制定。
- 1949年（昭和24年）5月31日 - 新制大学・東京学芸大学発足により、校名を以下の様に改称。
  - 「東京学芸大学東京第二師範学校豊島附属小学校」・「東京学芸大学東京第二師範学校追分附属小学校」
- 1950年（昭和25年）
  - 7月 - 追分小学校、神奈川県走水海水浴場で第1回臨海学園を実施。（4・5・6年4泊5日）
  - 8月 - 追分小学校、長野県蓼科高原で林間学校を実施。（2年〜）
  - 9月 - 豊島小学校、完全給食を開始。
- 1951年（昭和26年）4月 - 東京第二師範学校の廃止に伴い、「東京学芸大学附属豊島小学校」・「東京学芸大学附属追分小学校」と改称。
- 1953年（昭和28年）
  - 5月 - 追分小学校、夏服を制定。アメリカ合衆団副大統領ニクソン夫人来校・参観。
  - 9月 - 追分小学校、 学校図書館・地下室（映写室、工作教室等）、運動場工事が完成。東京学芸大学が附属学校を統合する方針を決定。
- 1956年（昭和31年）10月 - 追分小学校、 校旗と優勝旗を制定。
- 1958年（昭和33年）12月 - 追分小学校、昭和34年度第1学年児童の募集を停止、卒業生の母校を小金井小学校とすることが決定。
- 1959年（昭和34年）
  - 4月 - 小金井に「東京学芸大学附属小金井小学校」が開校。附属小金井中学校の仮校舎で開校式を挙行。児童79名、教職員6名で発足。
  - 5月 - 小金井小学校、PTAを結成。
  - 9月 - 新校舎（現・東棟）が完成し、仮校舎から移転。
  - 10月 -豊島小学校の2年生と追分小学校の2・3年生が小金井小の運動会に参加。
- 1960年（昭和35年）10月 - 追分小学校の児童を附属竹早小学校に移籍することが決定。
- 1961年（昭和36年）
  - 3月 - 追分小学校、閉校式を挙行。新4・5・6年生は竹早小学校へ移る。
  - 6月 - 小金井小学校、現在の西棟校舎が完成。
- 1962年（昭和37年）
  - 3月 - 小金井小学校、体育館が完成。
  - 7月 - 小金井小学校、至楽荘で4年生臨海学校を開始。
- 1963年（昭和38年）
  - 4月 - 豊島小学校が小金井小学校に児童を移す。残った児童の始業式と新1年（附属大泉小学校に入学）の入学式を挙行。
  - 5月 - 箱根一宇荘にて、6年生が宿泊生活を開始。（7月に4年生、10月に5年生が実施）
  - 7月 - 秋川で3年生の山荘生活を始める（1泊）
- 1964年（昭和39年）
  - 3月 - 豊島小学校が小金井小学校へ移転を完了し、閉校。
  - 8月 - 小金井小学校、学校の歌を発表。（作詞　石森延男）
  - 10月 - 1964年東京オリンピック開会式を5・6年児童が見学。
- 1965年（昭和40年）8月 - プールが完成。
- 1967年（昭和42年）3月 - 玄関になでしこの校章を設置。
- 1968年（昭和43年）9月 - 「新一宇荘」が長野県茅野市に完成。4年生から宿泊生活を開始。
- 1972年（昭和47年）4月 - 「東京学芸大学教育学部附属小金井小学校」に改称。
- 1981年（昭和56年）10月 - 中国から教育使節団が来校。
- 1986年（昭和61年）
  - 5月 - 低学年棟が完成。
  - 7月 - 1・2年生の教室と食堂が新校舎に移転。
- 1993年（平成5年）6月 - 新しい至楽荘が完成。
- 1994年（平成6年）9月 - 校庭東側に国際交流会館が完成。
- 1997年（平成9年）11月 - 成美教育文化会館が完成。
- 2004年（平成16年）4月 - 国立大学法人東京学芸大学が発足。校名を「東京学芸大学附属小金井小学校」（現校名）に改称。
- 2011年（平成23年）4月-クラス割を伝統の4クラス制から3クラス制へと変更。

## 学校行事
3学期制をとっている。

### 1学期
- 4月 - 始業式、入学式、全校授業参観
- 5月 - 2年消防写生会、1年給食開始、2年遠足（昭和記念公園）、1年遠足（小金井公園）、5年一宇荘生活（林間学校）、東京学芸大学開学記念日（30日）
- 6月 - 衣替え（制服移行）、4年一宇荘生活、開校記念日（18日）、水泳開始、3年至楽荘生活（臨海学校）
- 7月 - 終業式、夏季休業開始、5年至楽荘生活（遠泳）、6年至楽荘生活（遠泳）

### 2学期
- 8月末 - 始業式
- 9月 - 前期教育実習（〜9月末）、1年遠足（多摩動物公園）、6年一宇荘生活（登山）、2年生遠足（秋川）、後期教育実習（9月末〜10月中旬）
- 10月 - 学校説明会、衣替え、入学願書受付、なでしこ運動会
- 11月 - 4年社会科見学（江戸東京たてもの園）、入学調査（入試）、6年社会科見学（国会議事堂、最高裁判所、各省庁など）
- 12月 - 終業式、冬季休業

### 3学期
- 1月 - 始業式
- 2月 - 音楽会（2年に1回開催される）、高学年スポーツ大会、6年教員とのスポーツ大会
- 3月 - 6年生を送る会、卒業式、修了式、春季休業開始

## 委員会活動
（5・6年生）
- 代表委員会 - 儀式、イベントなどの企画および運営。
- 集会委員会 - 集会（週1回）の企画および運営。
- 器楽合奏委員会 - 儀式時などの伴奏。
- 放送委員会 - 集会、儀式時の放送活動。
- 運動委員会 - 運動用具の管理や運動会競技係。
- 給食委員会 - 食事時の放送など。
- 図書委員会 - 書籍の貸出手続きなど。
- 保健委員会 - 水道、保健室の整美など。
- 整美委員会 - 掃除用具の管理。
- 愛育委員会 - 動物の飼育。
- 栽培委員会 - 植物の管理。

## クラブ活動
（4・5・6年）
- 陸上クラブ
- テニスクラブ
- 野球クラブ
- サッカークラブ
- 卓球クラブ
- バドミントンクラブ
- ボールクラブ
- バスケットボールクラブ
- ソフトバレーボールクラブ
- 料理クラブ
- 野外活動クラブ
- 科学クラブ
- 漫画・イラストクラブ

## 著名な出身者
- 鈴木重義（サッカー選手）
- 川島芳子（東洋のマタ・ハリ）
- 塚谷晃弘（経済学者、作曲家）
- 山下英明（元通商産業事務次官、元三井物産副会長）
- 唐沢俊二郎（政治家）※転校
- 加藤勝信（政治家、大蔵官僚）
- 倉本聰（脚本家）
- 池田健（精神科医）
- 長谷川眞理子（人類学者）
- 小宮山典寛（獣医師）
- 村上由利子（NHKアナウンサー）
- 進藤奈邦子（医師）
- 山川義介（シリアルアントレプレナー）
- 角由紀子（オカルト編集者）
- 後上翔太（純烈）

## 関連校
- 附属高等学校
  - 東京学芸大学附属高等学校
  - 東京学芸大学附属高等学校大泉校舎
- 附属中学校
  - 東京学芸大学附属世田谷中学校
  - 東京学芸大学附属小金井中学校
  - 東京学芸大学附属大泉中学校
  - 東京学芸大学附属竹早中学校
- 附属中等教育学校
  - 東京学芸大学附属国際中等教育学校
- 附属小学校
  - 東京学芸大学附属世田谷小学校
  - 東京学芸大学附属小金井小学校
  - 東京学芸大学附属大泉小学校
  - 東京学芸大学附属竹早小学校
- 附属幼稚園
  - 東京学芸大学附属幼稚園小金井園舎
  - 東京学芸大学附属幼稚園竹早園舎
- 東京学芸大学附属特別支援学校

## 関連事項
- 国立大学附属学校
- テニピン - 当時、当校の教諭だった人物が開発したテニス型ゲーム